# Constantin Miculescu
Constantin I. Miculescu (n. 6 septembrie 1863, Crevenicu, județul Teleorman – d. 29 decembrie 1937, București) a fost un fizician român a avut rezultate notabile în termodinamică și optică. Principala sa contribuție la domeniul fizicii poate fi regăsită chiar în lucrarea sa de doctorat, unde a prezentat o determinare precisă a echivalentului mecanic al caloriei.

## Studii
Constantin I. Miculescu s-a născut la data de 6 septembrie 1863 în com. Crevenicu (județul Teleorman), fiind al zecelea copil al unei familii de țărani nevoiași. Cu ajutorul unei rude s-a înscris, în anul 1875, la Liceul ,,Matei Basarab” din București, unde și-a luat bacalaureatul în 1882 și unde l-a avut ca profesor de fizico-chimice pe Constantin I. Șonțu.
Între anii 1882-1886 a urmat cursurile Facultății de Științe din cadrul Universității din București, secția fizico-matematici, unde l-a avut ca profesor pe Emanoil Bacaloglu, fost profesor și la Liceul ,,Matei Basarab”. Este trimis cu o bursă la Paris unde obține, în anul 1888, licența în Științe la Universitatea Sorbona. Își susține doctoratul în fizică la aceeași universitate cu teza Sur la determination de l'équivalent mécanique de la calorie, avându-l ca îndrumător științific pe profesorul Gabriel Lippmann (1845-1921), viitor laureat al Premiului Nobel pentru fizică în anul 1908.  

Casa fizicianului C. Miculescu - Str. Spătarului 3, București, sector 2 - Cod LMI B-II-m-B-19721

## Activitate academică
După revenirea în țară, Constantin I. Miculescu este numit mai întâi profesor suplinitor la Facultatea de Științe a Universității București (1891), la catedra rămasă vacantă după decesul lui Emanoil Bacaloglu, apoi profesor titular de fizică moleculară, acustică și optică (1894), post pe care l-a ocupat până la moartea sa în anul 1937). În paralel, a predat și în calitate de profesor de fizică moleculară la Facultatea de Medicină din București (1895-1916).
Din anul 1900, a îndeplinit funcția de inspector al învățământului și membru în Consiliul Permanent al Ministerului Instrucțiunii. Ca o recunoaștere a meritelor sale în domeniul științelor, prof. Miculescu a fost ales în anul  1904 ca membru al Consiliului de conducere a Societății franceze de fizică și apoi în anul 1909 ca membru al Comitetului internațional însărcinat cu culegerea și publicarea constantelor din domeniul chimiei, fizicii și tehnologiei din cadrul Congresului de chimie de la Londra.
Prof. Constantin Miculescu a organizat laboratorul de fizică moleculară, acustică și optică al Universității din București, a desfășurat o bogată activitate de cercetare științifică concretizată în lucrările publicate în țară și străinătate. Cele mai semnificative lucrări științifice sunt următoarele:
- determinarea indicelui de refracție al unei prisme cu ajutorul microscopului (1905);
- măsurarea diametrului unui fir subțire și a diametrului interior al unui tub capilar, plecând de la o metodă stabilită de fizicianul M.F. Chaulnes (1907);
- măsurarea coeficientului de elasticitate al corpurilor printr-o metodă acustică (1910).

După ce a determinat cu precizie echivalentul  mecanic al caloriei, Miculescu a construit un dispozitiv special format dintr-un calorimetru cu apă în care erau rotiți cu un motor electric 4 cilindri concentrici, iar vasul calorimetric propriu-zis avea trei palete longitudinale și alte trei circulare pentru ca apa să nu capete nici mișcări circulare, nici longitudinale. Diferențele de temperatură ale apei, rezultate din transformarea lucrului mecanic efectuat de motorul în căldură, au fost măsurate prin intermediul unor termocuple Pt – Fc, etalonate în prealabil. Forța electromotoare produsă de termocuple era măsurată prin metoda compensației (metodă de zero). După un număr de 31 de experimente cu acestă mașinărie, considerate clasice în lucrările de termodinamică, Miculescu, a calculat valoarea J ca fiind de 4,184 J/cal. Această valoare este foarte apropiată de valoarea utilizată în prezent, 4,1855 J/cal.
Valorile determinate anterior, chiar de mari fizicieni ca J.M. Joule (1819-1889), E.M. Lenz (1804-1865) și J.A. D’Arsouval (1851-1940), prezentau o serie de abateri de până la 20% față de valoarea reală, fiind dificil de utilizat în practică. Valoarea echivalentului mecanic al caloriei descoperită de Miculescu a fost înscrisă în tabelele internaționale de constante și a devenit o constantă fundamentală a termodinamicii. În anul 1950, Comitetul Internațional de Măsuri și Greutăți a adoptat valoarea găsită de Miculescu care a fost ușor corectată, eroarea relativă de măsurare a acestei constante determinate de Miculescu fiind de numai 0,005%.
Între anii 1905-1908, în laboratorul organizat în cadrul Catedrei de fizică moleculară, acustică și optică, Miculescu determină indicele de refracție al unei prisme cu ajutorul unui microscop. Prin alte experimente, bazate pe o metodă dezvoltată de M. F. Chaulnes, fizicianul reușește să determine diametrul unui fir subțire și diametrul interior al unui tub capilar.
În anul 1910, printr-o metodă acustică, Miculescu a determinat coeficientul de elasticitate al corpurilor.
Între anii 1923-1928, prof. dr. Constantin Miculescu a fost decan al Facultății de Științe din București. Ca profesor universitar a format mai mulți studenți, unii dintre aceștia ajungând mai târziu cercetători valoroși. Printre aceștia pot fi enumerați: Traian Gheorghiu, Ștefan Vencov, A. Ionescu, N. Bărbulescu.
A fost membru de onoare al Academiei de Științe din România începând cu 21 decembrie 1935 .
Prof. Constantin I. Miculescu a încetat din viață la data de 29 decembrie 1937 în București. A fost înmormântat, conform dorinței exprimate de acesta, în comuna Șuici, din județul Argeș.

## Lucrări publicate
Profesorul Constantin Miculescu este autorul următoarelor lucrări din domeniul fizicii:
- Sur la determination de l'équivalent mécanique de la calorie (1891)
- Mesure de l'indice de refraction d'une prisme avec le microscope (1905)
- Măsura diametrului interior al tuburilor subțiri (1907)
- Măsurarea coeficientului de elasticitate prin metoda acustică (1910)

## Biografie
- C. G. Bedreag - "Bibliografia fizicii române. Biografii" (1957)
- D. Moroianu, I. M. Ștefan - "Focul viu. Pagini din istoria invențiilor și descoperirilor românești" (1963)